# Barra de descens

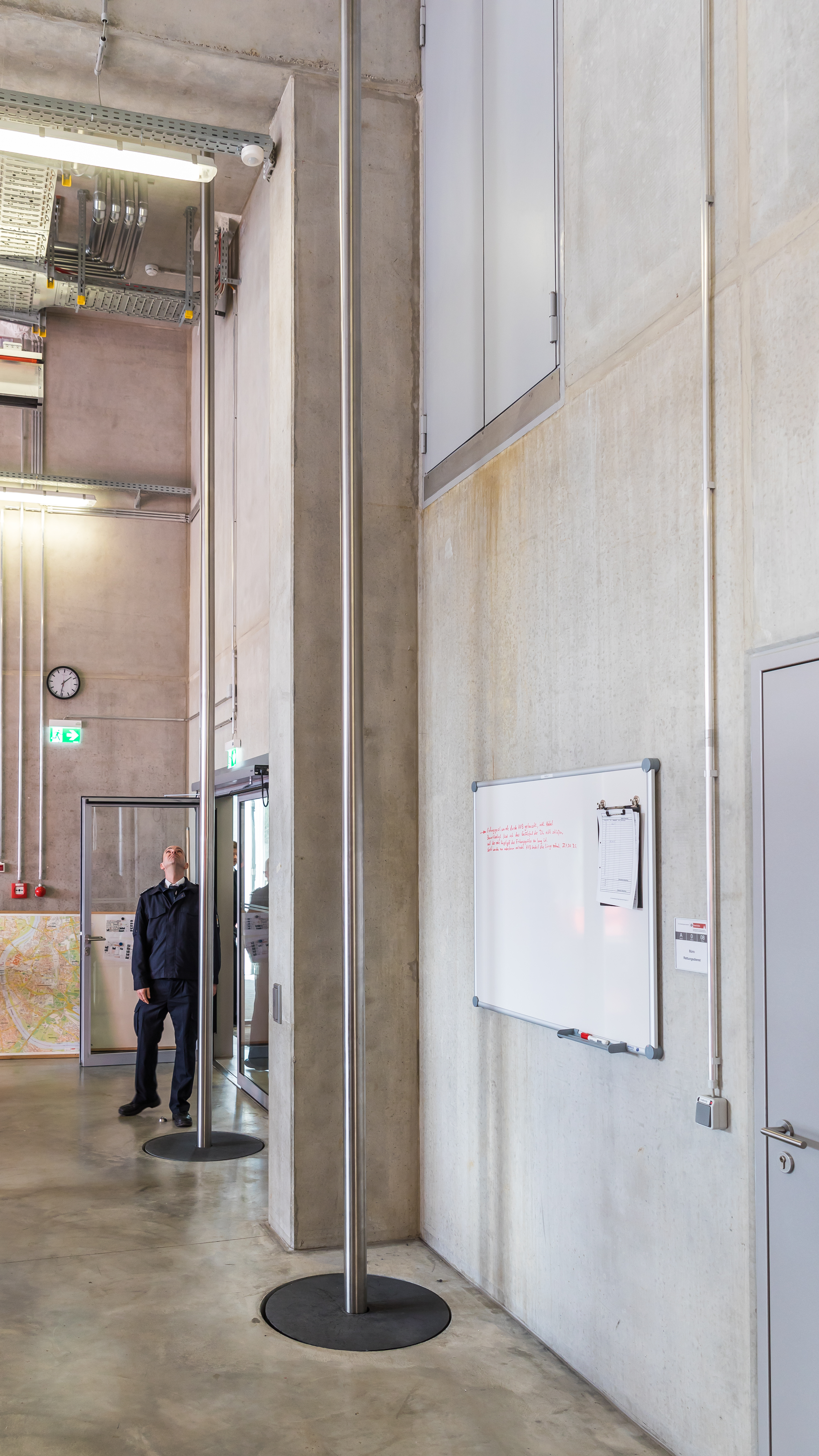
Barres de descens a Colònia, Alemanya

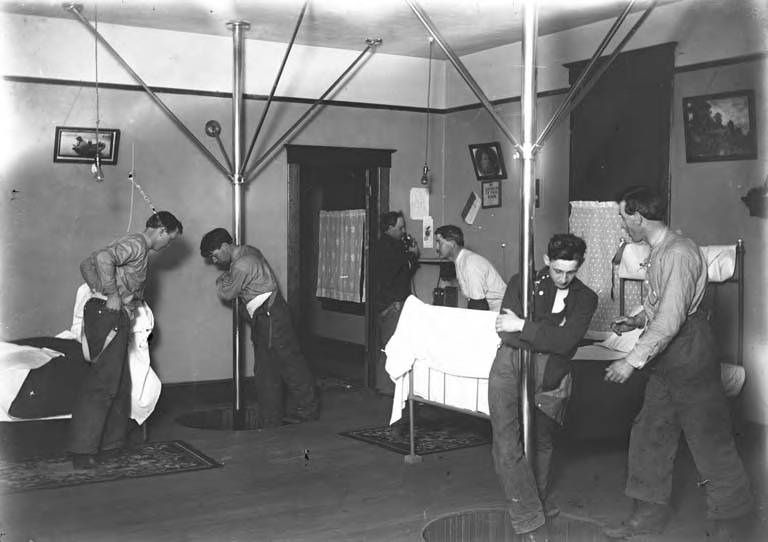
Bombers de Seattle, EUA, cap el 1909

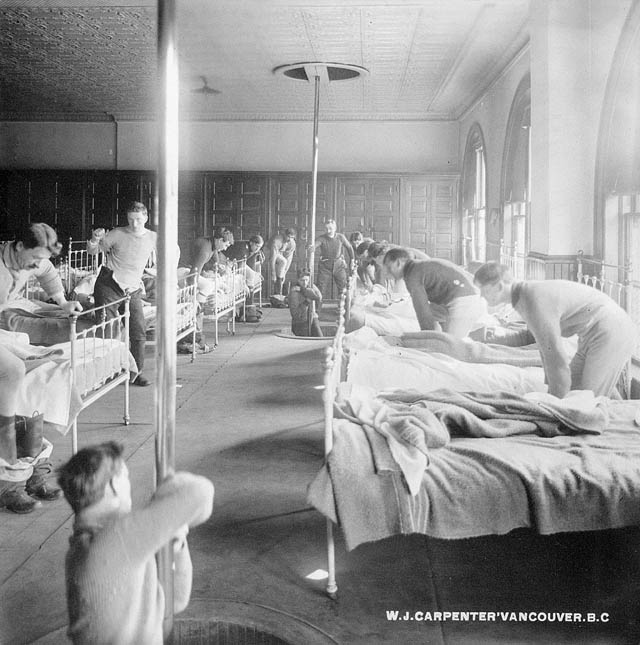
Bombers de Vancouver, Canadà, 1910

Una barra de descens és una columna metàl·lica instal·lada de manera fixa entre les diferents plantes d'un parc de bombers, que s'utilitza per a accedir ràpidament des de les dependències de treball i descans a les plantes inferiors o al garatge. Les barres de descens poden reduir el temps de resposta dels bombers més del 50%.

## Història
La barra de descens va ser idea del bomber David Kenyon, el 1878, quan era capità de la 21 Companyia de bombers de Chicago, EUA. Kenyon va descobrir el potencial d'estalvi de temps un dia que estava al tercer pis del parc apilant fenc per als cavalls (en aquell temps els carros de bombers eren tirats per cavalls) amb un company, quan va sonar l'alarma. A l'altell hi havia un llarg pal de fusta que s'utilitzava per assegurar el fenc durant el transport. Sense una ruta més ràpida, el company de Kenyon va agafar el pal i va lliscar dos pisos cap avall, arribant abans que les desenes de bombers que baixaven per l'escala de cargol (les escales eren de cargol per a impedir que els cavalls poguessin pujar-hi). La setmana següent, Kenyon va convèncer les autoritats de bombers perquè instal·lessin una barra de descens, com a prova. Aquesta primera barra estava feta de pi de Geòrgia. La Companyia 21 va agafar ràpidament la reputació de ser la més ràpida en arribar als sinistres, i la idea va agafar força. El 1880, després que un bomber es fes un tall terrible amb una barra de descens de fusta, el departament de bombers de Worcester, va millorar la idea fent la barra de llautó. Una dècada després hi havia barres de descens a tot EUA, i després es va estendre per tot el món.

## Ús
La forma més segura de baixar per la barra és recolzant el pit a la barra i abraçant-la amb l'avantbraç. Aleshores creuar les cames al voltant de la barra. La pressió de les cames graduarà la velocitat de baixada. No es pot agafar la barra amb les mans perquè la fricció pot provocar cremades.

## Riscos
Les barres de descens redueixen el temps de resposta, però augmenten el risc d'accidents dels bombers. Han de disposar de proteccions a la part superior per a evitar caigudes, com poden ser baranes o tancaments lleugers, i a la part inferior han de disposar d'un coixí per esmorteir els aterratges. Als Estats Units la NFPA (Associació Nacional de Protecció contra el Foc) ha proposat eliminar les barres de descens per a evitat lesions que van des de les meus lleus, com poden ser cremades i contusions, fins a fractures provocades en extremitats inferiors i fins i tot traumatismes cranials. També proposen col·locar tobogans en lloc de barres. Una solució és construir parcs de bombers d'una sola planta.